# Menticirrhus undulatus
Menticirrhus undulatus är en fiskart som först beskrevs av Girard, 1854.  Menticirrhus undulatus ingår i släktet Menticirrhus och familjen havsgösfiskar. IUCN kategoriserar arten globalt som otillräckligt studerad. Inga underarter finns listade i Catalogue of Life.